# 宗谷號列車
宗谷（日语：／ Sōya */?）是由北海道旅客鐵道（JR北海道）營運，經函館本線及宗谷本線往返札幌站與稚內站之間的特急列車。
佐呂別（日语： Sarobetsu */?），則是往返於宗谷本線旭川站與稚內站之間的特急列車。

## 概要
宗谷號和佐呂別號列車是現時來往北海道道央與道北地區的最高等級列車。

### 宗谷
宗谷號的列車名是承襲自過去日本國鐵時代的準急與急行列車「宗谷號」。
宗谷號列車營業距離達396.2公里，為日本以柴聯車運行的特急列車中營業距離最長者。
隨2017年3月4日起JR運行圖調整，往返札幌與稚内的「超級宗谷號」由每日2來回縮減為1來回，並更名爲「宗谷」。

### 佐呂別
現時宗谷線內的優等列車，除了宗谷號之外，還有過去主要行駛宗谷本線與天北線、但目前行駛路線與宗谷重叠的日間特急列車「佐呂別」。
在2017運行圖調整后，「超級宗谷」2、3號更名為「佐呂別」2、3號。佐呂別號全列車改由旭川站開出，並採用與宗谷號相同的261系柴聯車行走。。

## 運行情況
全列車在札幌至旭川至名寄之間最高速度爲120公里/小時，名寄至稚内間爲95公里/小時。2015年4月1日起不再提供車內售賣服務；2017年3月4日起停用自動售賣機。

### 宗谷
- 每日往返一班，於早上往稚內和黃昏往札幌各發一班。
- 上、下行往返旭川及稚內均為3小時40分鐘
- 上行（稚內→札幌）不停靠美唄、砂川站，所需時間為5小時11分鐘
- 下行（札幌→稚內）所需時間為5小時10分鐘

### 佐呂別
- 每日往返兩班，於早上往旭川、午間雙方向、黃昏往稚內發車
- 全列車在旭川站與往札幌方向的特急「丁香」，以對面換乘方式接續乘車。
- 上行（稚內→旭川）
2號：3小時43分鐘（可轉乘丁香18號：稚內→札幌共計5小時19分鐘）
4號：3小時47分鐘（可轉乘丁香36號：稚內→札幌共計5小時24分鐘）
- 下行（旭川→稚內）
1號：3小時46分鐘（接駁丁香15號：札幌→稚內共計5小時21分鐘）
3號：3小時41分鐘（接駁丁香35號：札幌→稚內共計5小時17分鐘）

### 停車站
札幌 - 岩見澤 - （美唄） - （砂川） - 瀧川 - 深川 - 旭川 - 和寒 - 士別 - 名寄 - 美深 - 音威子府 - 天鹽中川 - 幌延 - 豐富 - 南稚內 - 稚內
※宗谷（上行）通過美唄和砂川兩站而不停靠。

### 使用車輛、編組

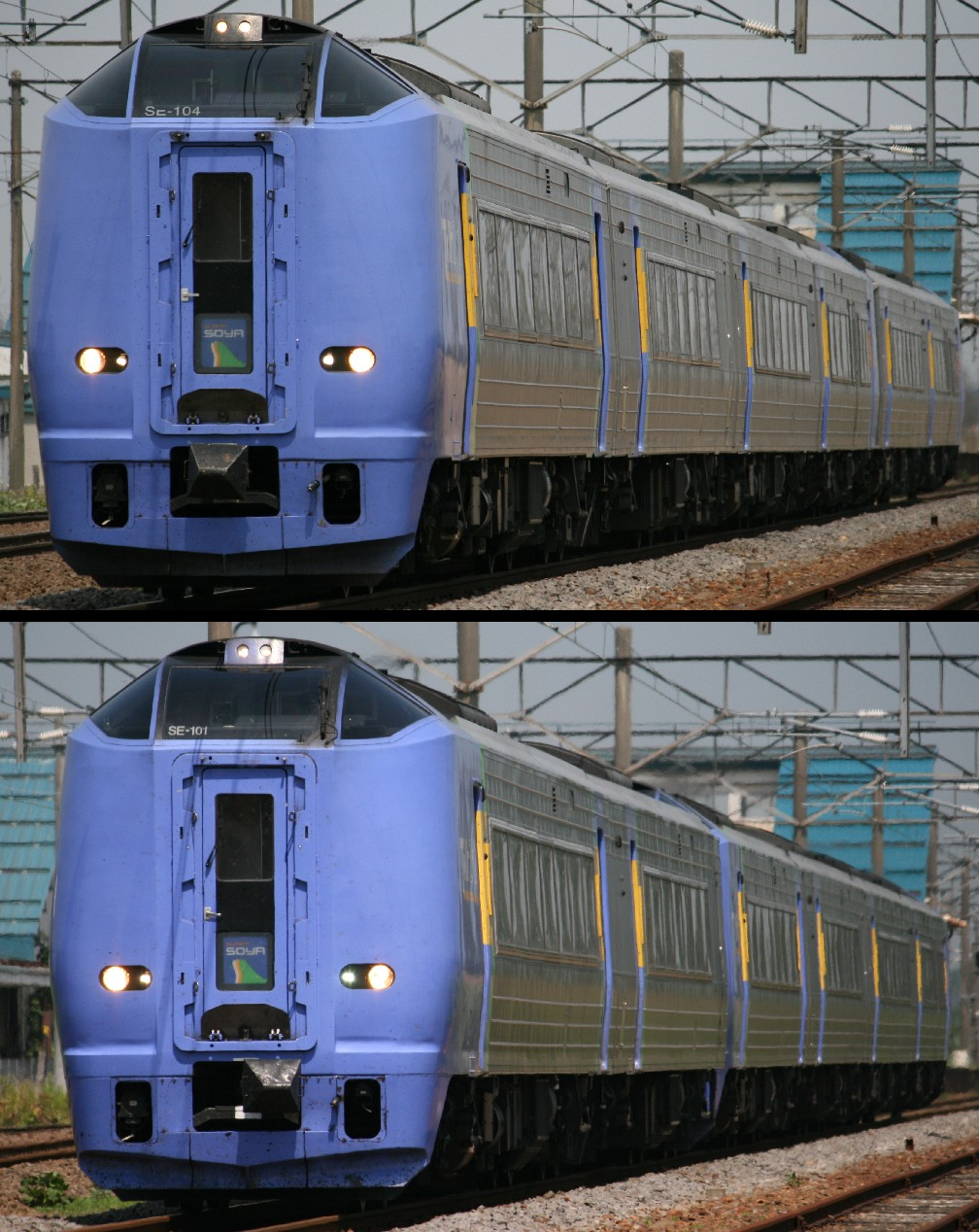
增結爲6節編組運營時

全列車使用屬於苗穗運輸所的Kiha 261系柴聯車行駛。車輛爲4節車廂編組；1号車的有一半爲綠色車廂。全車禁煙。
長假期等繁忙時期時，或會在4節車廂的基本編組加上2節車廂的附屬編組，增結爲6節車廂行駛，有在通常的1、2号車前加上21、22号車或在通常的3、4号車后加上5、6号車（見圖）。增結之場合時，宗谷本線內部分停車站或出現月台有效長度不足的情況，停站時車尾的1至2輛車的車門將不會開啟。

## 行走宗谷本線、天北線的優等列車之歷史

### 天北
1964年10月1日開始行駛札幌站與稚內站之間，經由函館本線、宗谷本線、天北線的急行列車「天北號」，於1989年5月1日隨著天北線廢止而停駛，班車併入「宗谷號」。
列車是基於天北線而命名，而天北線的命名緣由是因為該線行經地區舊國名為「天鹽國」和「北見國」。列車尾端掛有名牌，繪有北斗七星。
基於國鐵旅客業務辦理標準規定的列車特定區間制度，由札幌站至音威子府站、南稚內站至稚內站間搭乘天北號的乘客，如未於天北線區間下車，其車資依照經過幌延站里程計算。
停駛時停靠站：札幌站- 岩見澤站- 瀧川站- 深川站- 旭川站- 和寒站- 士別站- 名寄站- 美深站- 音威子府站- 小頓別站- 中頓別站- 濱頓別站- 鬼志別站- 南稚內站- 稚內站。在使用14系客車之前，也曾停靠過江別站、美唄站、砂川站。

### 利尻
1958年10月1日開始行駛札幌車站～稚內車站之間的夜間準急列車「利尻」。1966年3月5日改為急行列車。1968年10月1日利尻與日間列車「禮文」合併，成為白天和夜間各一個往返，但1970年10月1日，兩列車再次分離，利尻仍為夜間一個往返。
從1982年11月15日起一般座位車改用14系列500型客車。1983年4月25日起，臥舖車也改為14系臥鋪車。
從1991年3月16日起，開始使用與宗谷號一樣的KiHa 400、KiHa 480型柴聯車加上14系臥舖車的編組。這種編組後來也使用於鄂霍次克9、10號特急列車以及大空13、14號（→ 毬藻號）列車。
隨著宗谷本線高速化工程完工，於2000年3月11日時刻表修改時成為特急列車，列車編組與佐呂別一樣為KiHa183系，但仍編有14系臥舖車。。
在2006年3月的時刻表修訂中，利尻變成了臨時列車。從同年6月起開始作為夏季特急「花旅利尻」，但乘客量持續下降，JR北海道於2008年4月宣布廢止；最後一班花旅利尻是在2007年9月30日開出的，實際上可視為從當時就已經停駛。
列車名稱源自於位於稚内市西方日本海中的利尻島。從急行列車時代就開始使用的車首標記就是海上的利尻島（利尻山）。
停駛定期列車時的停車站
札幌站-江別站- 岩見澤站 -美唄站- 砂川站- 瀧川站- 深川站- 旭川站- 和寒站- 士別站- 名寄站- 美深站- 音威子府站-天鹽中川站 - 幌延站 - 豐富站 -南稚內站- 稚內站。
- 與日間列車相異之處，在於仍停靠急行列車時期的江別站、美唄站、砂川站。

### 圖庫

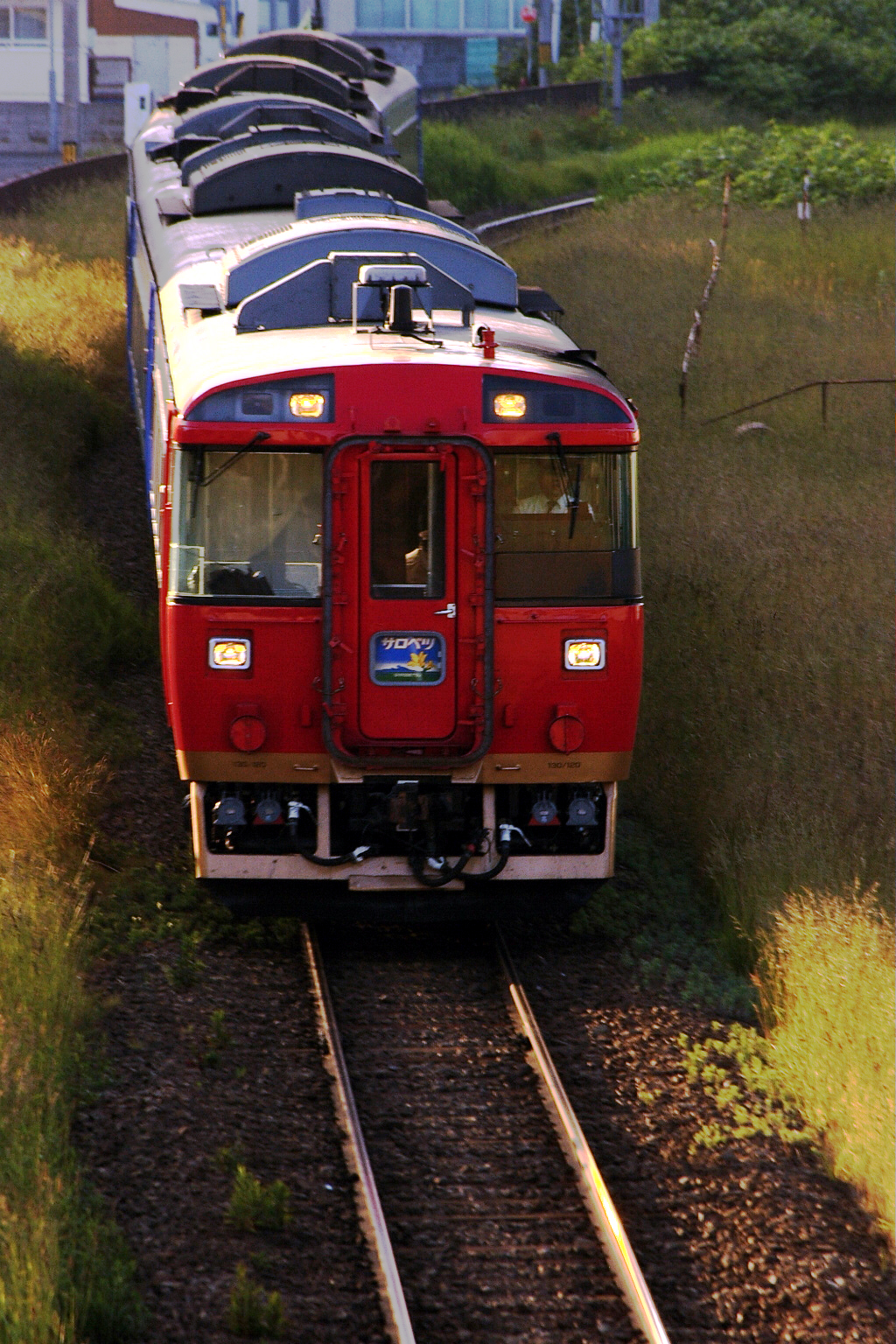
佐呂別號列車（2007年10月7日）
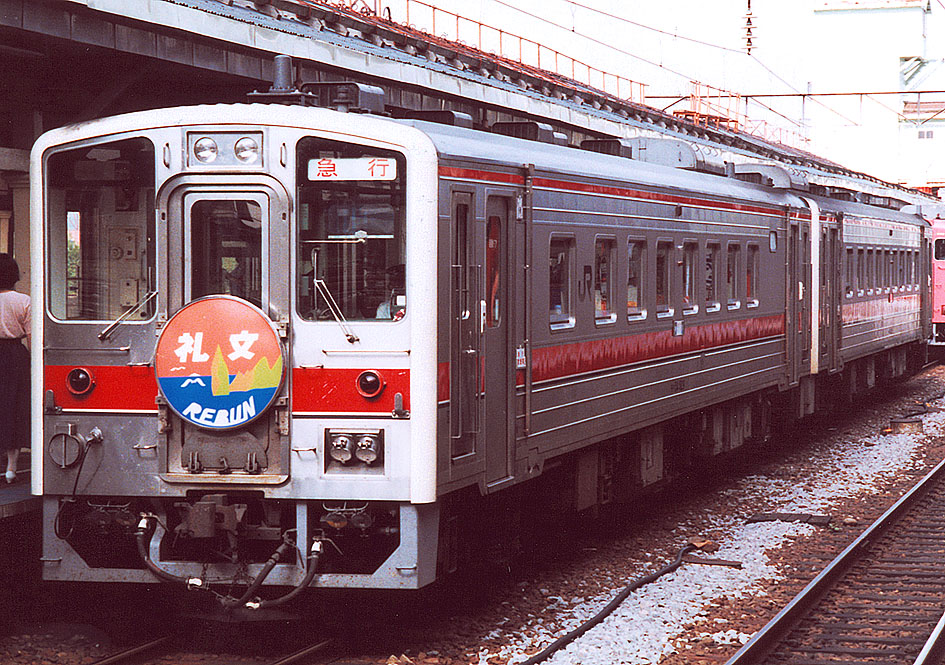
急行「禮文」[9]（1990年，旭川站）
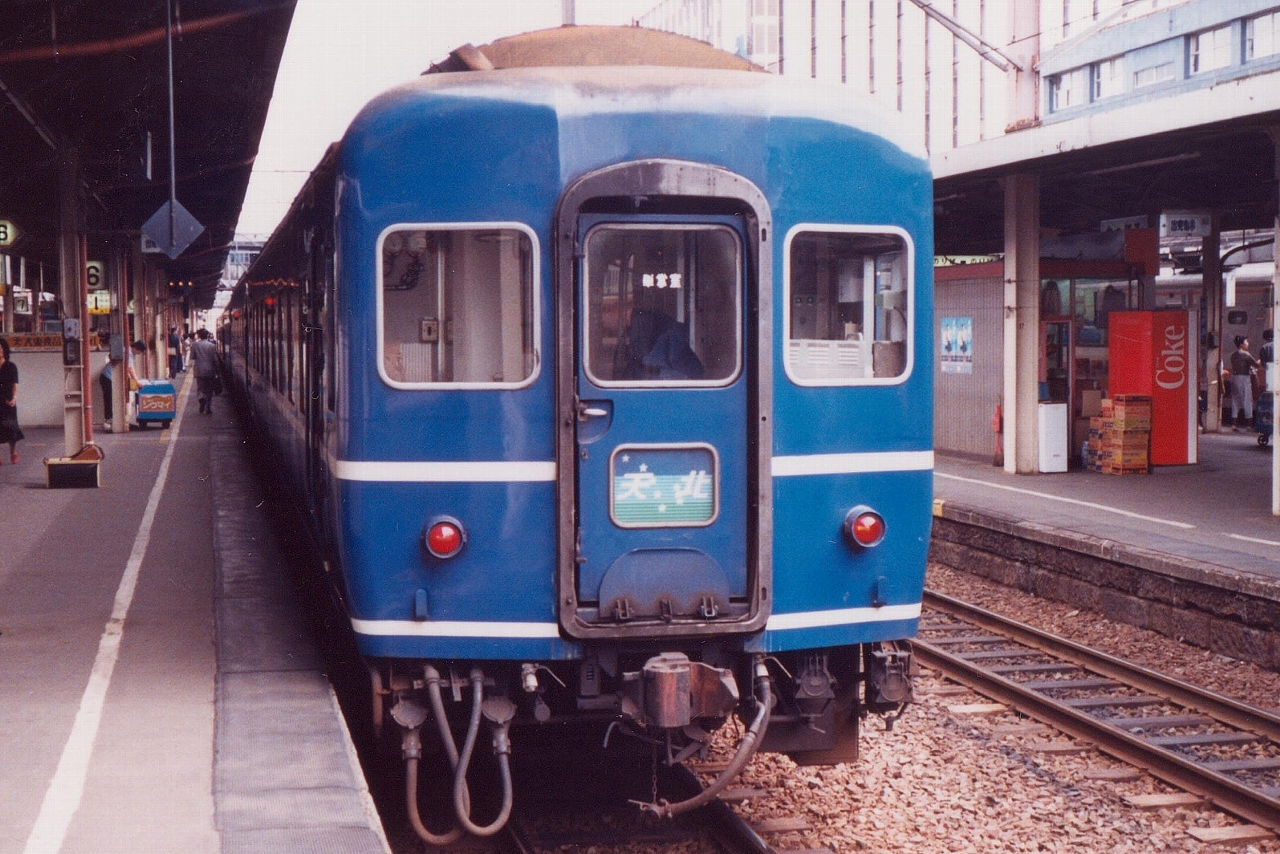
急行「天北」的14系客車。[10]本型車急行「利尻」[11]共用。（下行天北號，1987年9月，札幌站）
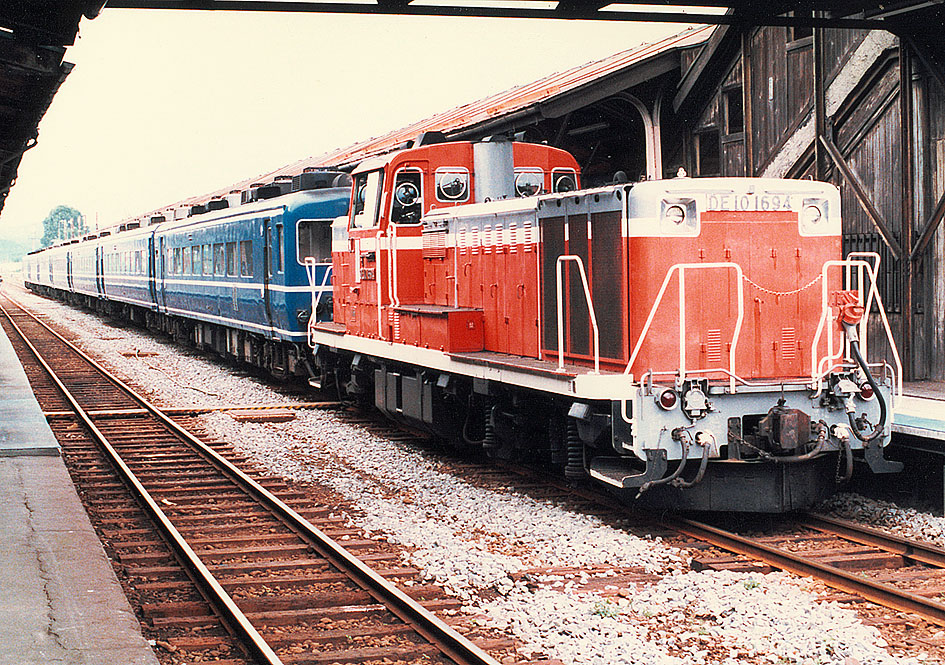
DE10 1694牽引急行「天北」[10]（上行，1986年，名寄站）
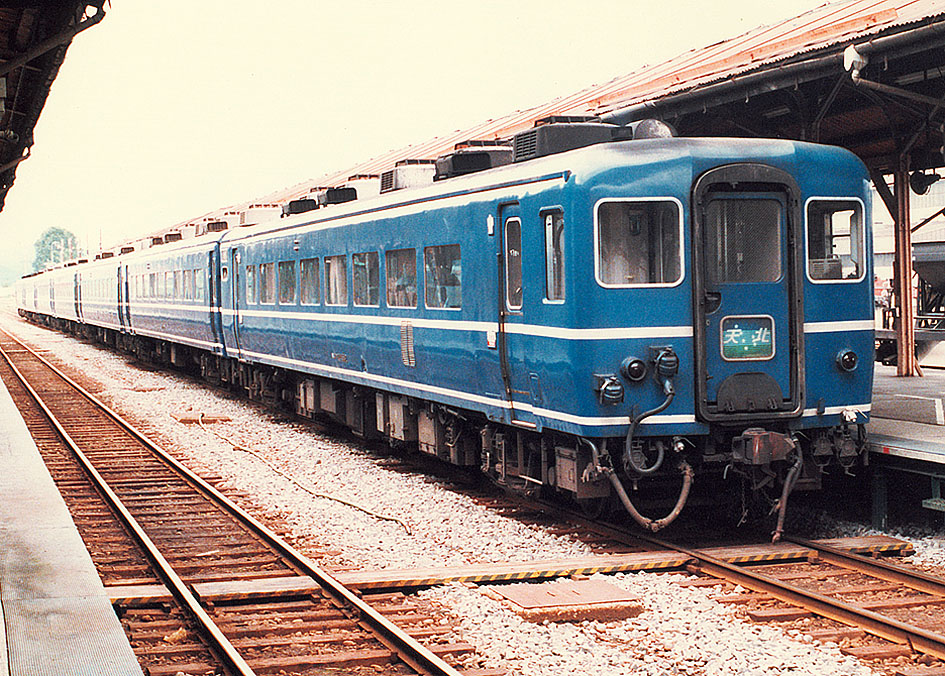
急行「天北」[10]（上行，1986年，名寄站）
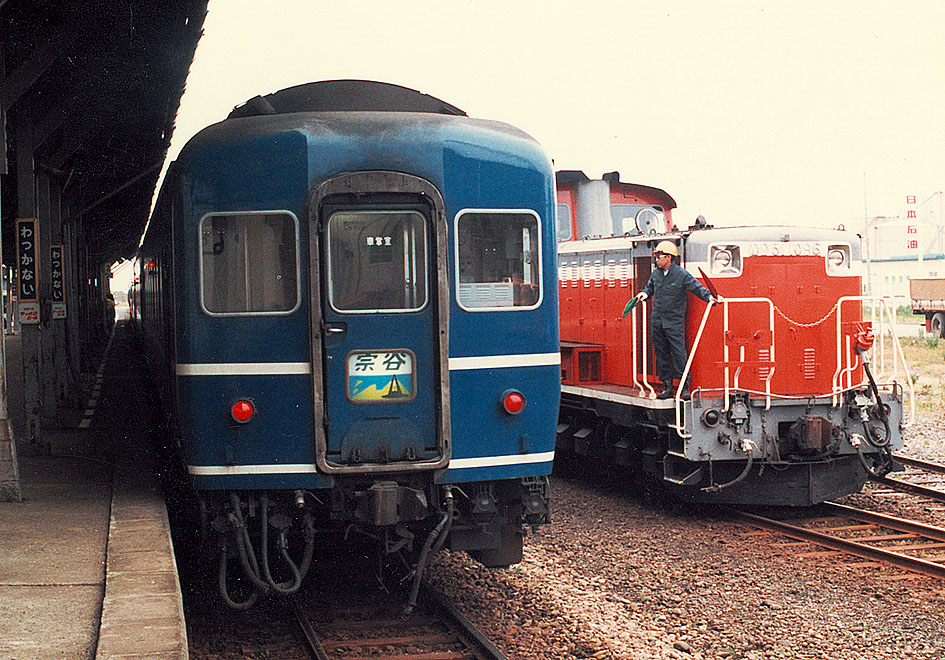
急行「宗谷」[12]（上行，1986年，稚內站）
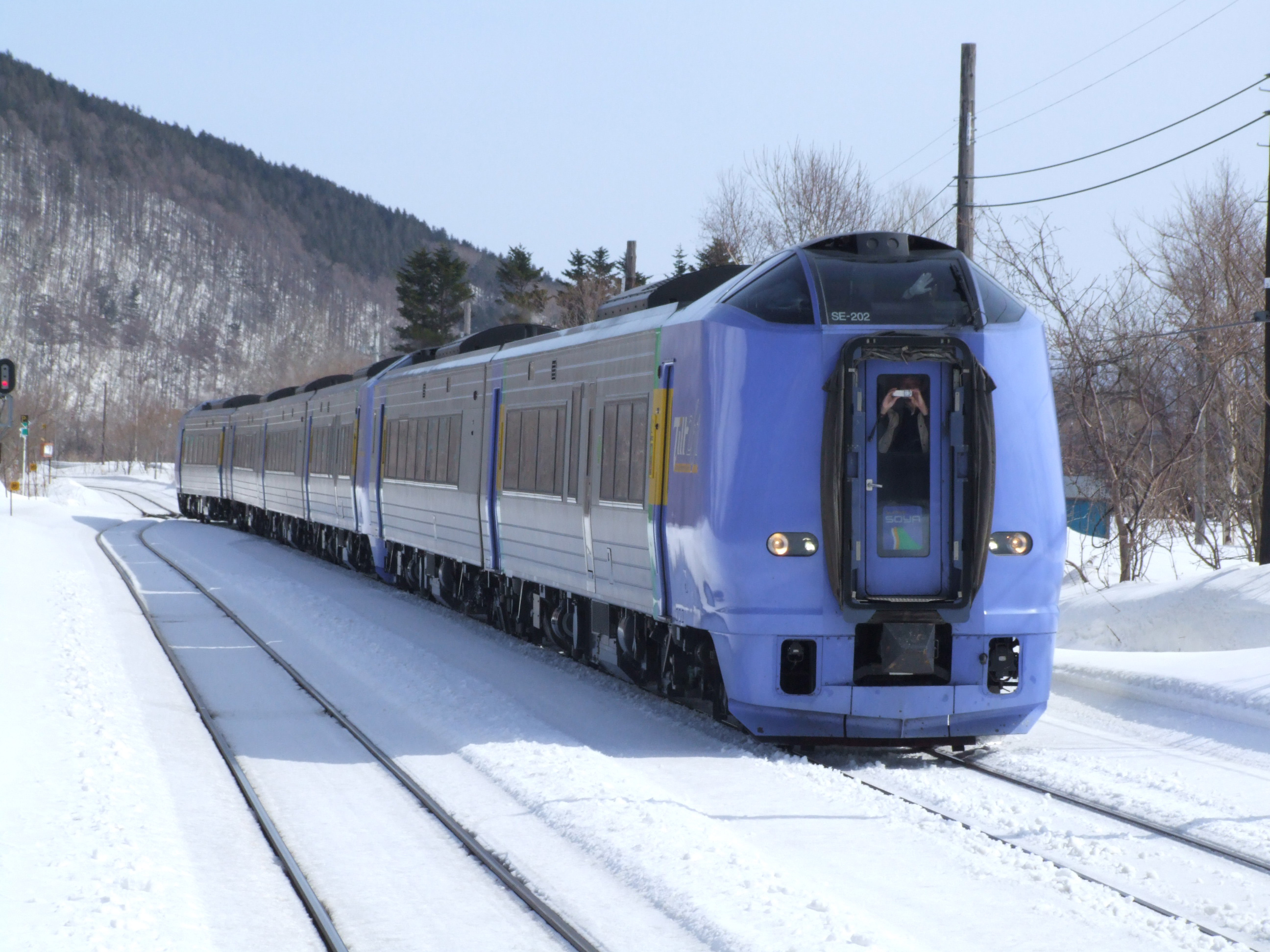
特急「超級宗谷」（2006年3月16日，雄信内站）
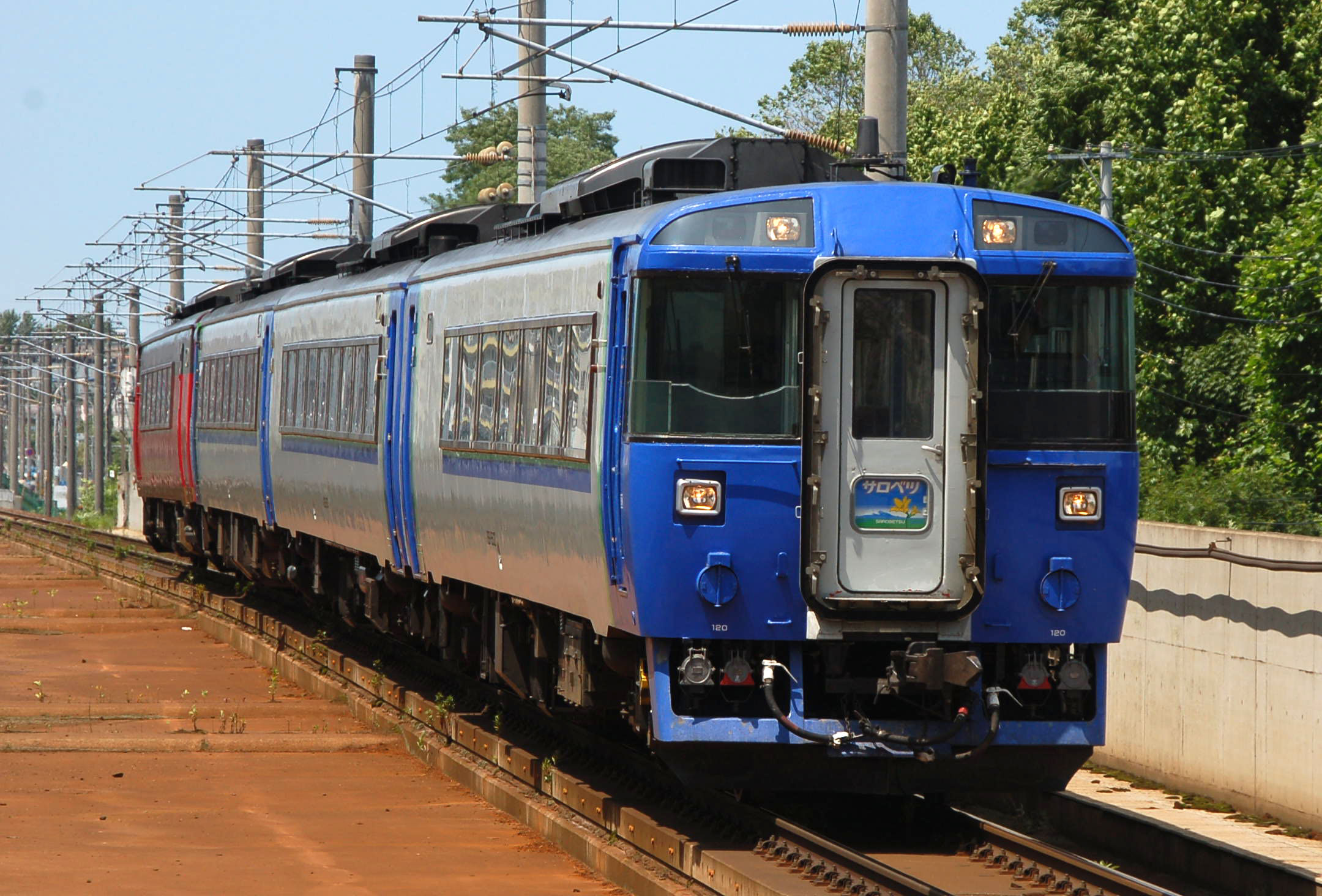
（舊）特急「佐呂別」（2006年）

## 備註
1. 1 2  .   [2016-12-26]. （原始内容存档于2016-12-26）.
2. ↑  2014年3月14日前最高速度爲130km/h
3. 1 2
4. 1 2 3
5. 1 2
6. ↑  禮文號列車為特急列車，行走旭川站至稚內站，於1970年開始營運，2000年被'超級宗谷'號取代。
7. 1 2 3  天北號列車為急行列車，行走旭川站至稚內站（經天北線），於1961年開始營運，1989年停止營運。
8. ↑  利尻號列車為夜行特急列車，行走札幌站至稚內站，於1958年開始營運，2006年降格為臨時夏季列車，並改名為「花旅利尻」（日语：はなたび利尻），2008年停止營運。
9. ↑  宗谷號列車為超級宗谷號的前身。

## 外部連結
- 特急「宗谷」（页面存档备份，存于）（JR北海道）（日語）
- 特急「佐呂別」（页面存档备份，存于）（JR北海道）（日語）